# Lesoto nos Jogos Olímpicos de Verão de 2008
O Lesoto participou dos Jogos Olímpicos de Verão de 2008 em Pequim, na China. O país estreou nos Jogos em 1972 e em Pequim fez sua 9ª apresentação.

## Desempenho

### Atletismo
| Atleta                   | Prova              | Elims. | Elims. | Quartas | Quartas | Semifinal | Semifinal | Final | Pos. |
| Atleta                   | Prova              | Res.   | Pos.   | Res.    | Pos.    | Res.      | Pos.      | Res.  | Pos. |
| ------------------------ | ------------------ | ------ | ------ | ------- | ------- | --------- | --------- | ----- | ---- |
| Moses Moeketsi Mosuhli   | Maratona masculina |        |        |         |         |           |           | DNF   |      |
| Simon Tsotang Maine      | Maratona masculina |        |        |         |         |           |           | DNF   |      |
| Clement Mabothile Lebopo | Maratona masculina |        |        |         |         |           |           | DNF   |      |
| Mamorallo Tjoka          | Maratona feminina  |        |        |         |         |           |           | DNF   |      |

### Boxe
| Atleta                | Categoria | Fase de 32             | Fase de 16             | Quartas                | Semifinais             | Final                  |
| Atleta                | Categoria | Adversário e resultado | Adversário e resultado | Adversário e resultado | Adversário e resultado | Adversário e resultado |
| --------------------- | --------- | ---------------------- | ---------------------- | ---------------------- | ---------------------- | ---------------------- |
| Emanuel Thabiso Nketu | Peso galo | MRI B. Julie D 8-17    | Não avançou            | Não avançou            | Não avançou            | Não avançou            |